# Requiem Æternam
Requiem Æternam (с лат. — «Покой вечный») — молитва, используемая в Римско-католической церкви, в которой просят Бога об освобождении душ верующих из Чистилища.

## Текст
Покой вечный подай (ему/ей), Господи.

И свет вечный (ему/ей) да сияет.

Да упокоится с миром. Аминь.
Оригинальный текст (лат.)Réquiem ætérnam dona eis (ei) Dómine.

Et lux perpétua lúceat eis (ei).

Requiéscant (Requiéscat) in pace. Amen.